# Социал-демократическая партия (Албания, 1944—1946)
Социал-демократическая партия (алб. Partia Social Demokrate) — албанская политическая организация, существовавшая с февраля 1944 по январь 1946. Создана по инициативе писательницы и демократической активистки Мусины Кокалари. Открыто выступала с общедемократических позиций, против установившейся диктатуры КПА и Энвера Ходжи. Ликвидирована органами госбезопасности в ходе репрессивной кампании. В современной Албании считается организацией борьбы за демократию.

## Основание
Политическая традиция социал-демократии отсутствовала в Албании 1940-х годов. В стране практически не было развитой промышленности и, соответственно, организованного рабочего движения. Однако идеи демократического социализма и Третьего пути разделялись некоторыми представителями албанской интеллигенции.
Первую в Албании социал-демократической партию основала молодая, но известная к тому времени писательница Мусина Кокалари — первая албанская женщина-литератор. Социал-демократия в её понимании означала идейно-политическое единство на основе албанского патриотизма, свободы и социального равенства. В 1943 Кокалари вступила в Национально-освободительный фронт Албании (НОФА), который вёл борьбу против итальянских и немецких оккупантов. Однако НОФА действовал под эгидой Коммунистической партии (КПА) — тогда как демократически ориентированная Кокалари была не только антифашисткой, но и антикоммунисткой. Кроме того, у неё возник резкий конфликт с Неджмие Ходжей — женой лидера КПА и НОФА Энвера Ходжи (родственника Мусины Кокалари).
Мусина Кокалари попыталась стать посредником в коалиции прокоммунистического НОФА с республиканско-националистическим движением Балли Комбетар. По её замыслу, это сдвинуло бы оба движения на последовательно демократическую платформу и усилило бы в противостоянии оккупантам. Для укрепления своей позиции Кокалари решила вступать не индивидуально, а в качестве лидера политической группы.
Придерживаясь левоцентристской идеологии социальной демократии, Мусина Кокалари учредила Социал-демократическую партию (Partinë Social-Demokrate, PSD). Её поддержали юрист, драматург и публицист Митхат Аранити, адвокат Скендер Мучо, профессор-литературовед Исуф Лузай, учёный-лингвист Сельман Риза.

## Программа
Программное заявление албанской Социал-демократической партии было опубликовано в феврале 1944. В общем и целом оно основывалась на «Декалоге» Балли Комбетар. Однако социал-демократы в меньшей степени акцентировали националистические и социально-популистские установки, в большей — приоритеты демократии, прав человека, гражданской активности и верховенства закона. При этом Мусина Кокалари негативно относилась к праворадикальным антикоммунистам, типа Бекира Вальтери или Гьона Маркагьони. Она обвиняла их в сотрудничестве с оккупантами, особенно немецкими, уголовном бандитизме и насаждении хаоса в стране.
Политическая свобода и социальная справедливость объявлялись неразрывными понятиями — в этом состояла идеологическая особенность новой партии. Подчёркивалась самоценность свободомыслия. Общественный строй предлагалось основать на принципах безусловного равноправия всех албанцев и всеобщего участия в гражданской жизни; в государственную систему заложить принцип сменяемости власти через демократические выборы. Социал-демократы, особенно лично Мусина Кокалари, поддержали при этом идею Балканской конфедерации.
Принципом Социал-демократической партии являлась легальность, публичность и открытость — даже в условиях войны и диктатуры. Партийная деятельность сводилась в основном к агитации и популяризации взглядов. Рупором партии являлась газета Zëri i lirisë — Голос свободы. За время существования партии были выпущены шесть номеров газеты. Вместе с общедемократическими и конституционно-монархическими группами социал-демократы пытались создать легальную оппозиционное объединение Демократический союз.
Социал-демократическая партия вызывала жёсткую враждебность как немецких оккупантов, так и коммунистов НОАА. В 1944 Скендер Мучо был расстрелян нацистами, Митхат Аранити арестован коммунистами и заключён в тюрьму, убиты боевиками НОАА Мунтаз и Вейсим — братья и единомышленники Мусины Коколари. Сама Мусина вынужденно дистанцировалась от политики, занявшись своим книжным магазином в Тиране. Приход к власти КПА во главе с Энвером Ходжей в конце ноября 1944 года она назвала «концом Возрождения».

## Репрессирование
На 2 декабря 1945 были назначены выборы в Конституционное собрание. Было очевидно, что голосование пройдёт под жёстким силовым контролем коммунистов. В ноябре 1945 года лидеры невооружённой оппозиции, в том числе Мусина Кокалари, выступили с совместным обращением. Они требовали перенести сроки выборов, обеспечить свободу предвыборной агитации и пригласить международных наблюдателей. Обращение было передано в дипломатические миссии США и Великобритании — недавних союзников НОФА/НОАА по Антигитлеровской коалиции.
В январе 1946 госбезопасность арестовала 37 активистов легальной оппозиции различных направлений, в том числе Мусину Кокалари. Ход следствия контролировали Нести Керенджи и Кадри Хазбиу. Кокалари и её товарищи обвинялись в создании «антигосударственной социал-демократической группы». Кокалари держалась на процессе твёрдо, настаивала на своей правоте. 2 июля 1946 военный суд вынес приговоры. 9 человек были приговорены к смертной казни. Социал-демократов не казнили, но отправляли на длительное тюремное заключение. Мусина Кокалари получила 30 лет, впоследствии срок был сокращён до 20 лет. Социал-демократическая партия перестала существовать.

## Перспективы
После падения коммунистического режима Мусина Кокалари (скончалась в 1983) признана Мученицей демократии. Её образ популярен в Албании, окружён почётом и уважением. Социал-демократическая партия середины 1940-х считается организацией мирной антитоталитарной борьбы.
Однако и в посткоммунистической Албании не возникло сильного социал-демократического движения. Соответствующая риторика используется Социалистической партией (преобразованная ходжаистская КПА/АПТ) и отколовшимся от неё Социалистическим движением за интеграцию. Две небольшие левоцентристские партии — Социал-демократическая партия Албании (СДПА) и Партия социальной демократии — не пользуются серьёзным влиянием (хотя СДПА представлена в парламенте, её лидер Скендер Гинуши занимал высокие государственные посты). Такое положение объясняется особенностями албанской социальной структуры и политической культуры, резкой поляризацией политического спектра, значимостью кланово-региональных факторов.
В то же время некоторые исследователи прогнозируют усиление социал-демократических тенденций по мере евроинтеграции Албании. Важное значение при этом придаётся наследию Мусины Кокалари и драматичному опыту её партии.